# Rodolfo Landa
Rodolfo Echeverría Álvarez (Ciudad de México, 24 de septiembre de 1915-Cuernavaca, Morelos; 14 de febrero de 2004), artísticamente conocido como Rodolfo Landa, fue un actor, abogado, funcionario, político y sindicalista mexicano. Se desempeñó como dirigente de la Asociación Nacional de Actores (ANDA) y del Centro Mexicano de Teatro del ITI-UNESCO, además de desarrollar una carrera teatral por la que obtuvo el reconocimiento de la crítica y el público. Fue hermano de Luis Echeverría Álvarez, presidente de México de 1970 a 1976.

## Biografía
En 1937 ingresó de lleno a las actividades sindicales y desde entonces las combinó con perseverancia y fortuna con la actuación en el teatro y en los estudios de cine. Intervino como actor en aproximadamente ochenta películas.

«Hombre dotado para la acción fincada en una poderosa inteligencia y sensibilidad desarrolló un carácter singular, una grata vehemencia, un fino sentido del humor y de la ironía que le dio exacta dimensión a las vanidades propias de los ambientes políticos y artísticos en los que se realizó.»
Enrique Mendoza.

Fue fundador del Teatro Universitario y de la segunda época del Teatro Orientación. Desde aquellos días cimentó una inquebrantable amistad con Octavio Paz. Hombre de una extensa cultura le otorgó al liderazgo sindical que ejerció en la Asociación Nacional de Actores, un relieve y una consideración inusuales. Fue dos veces diputado federal y senador en la XLVI Legislatura. Ya había sido, recién egresado de la Escuela Libre de Derecho, abogado consultor del PRM y asesor de diversas organizaciones sindicales.
Su experiencia y conocimiento de la industria cinematográfica culminaron en su nombramiento como director del Banco Nacional Cinematográfico en septiembre de 1970. Desde ese cargo estimuló generosamente a una generación de cineastas que le dieron un nuevo e intenso perfil a la cinematografía mexicana. Construyó la Cineteca Nacional, fundó el Centro de Capacitación Cinematográfica, instituyó el Festival Internacional Cervantino ... y un interminable etcétera.

### En el teatro
Debutó en 1934 con la Cía. de Alfredo Gómez de la Vega, en la obra Topacio, y dos años después se integró al Teatro de la Universidad durante la temporada que este grupo desarrolló en el Palacio de Bellas Artes. En 1938 actuó en la última temporada del teatro de Orientación, bajo la dirección de Julio Bracho y Xavier Villaurrutia en las obras Anfitrión 38 y Minnie la cándida. Por ellas recibió elogios de la crítica. En los siguientes años trabajó para diversas compañías como la de Fernando Soler, hasta que en 1947 actuó nuevamente con Gómez de la Vega en el polémico estreno de El gesticulador. Entre 1953 y 1966 ocupó la secretaría general de la ANDA, hecho que le obligó a abandonar paulatinamente la actuación para consagrarse a sus actividades sindicales y, posteriormente, a desempeñar diversos cargos públicos. Algunos de los nombramientos que tuvo fueron la presidencia del Centro Mexicano de Teatro, afiliado al Instituto Internacional de Teatro (ITI-UNESCO), entre 1955 y 1962, y la dirección de Cinematografía durante el sexenio de su hermano, el presidente Luis Echeverría Álvarez.
Otras de las obras en la que actuó fueron: Peribáñez y el comendador de Ocaña (1935), Los caballeros, Las Troyanas (1936); Niebla, Cyrano de Bergerac, El círculo de yeso (1940); El viejo celoso, La guardia cuidadosa (1947); Saber morir (1950), El derecho de nacer (Nueva York, 1952), El mercader de Venecia (1955), El tesoro de Pancho Villa (1956) y La pícara ladrona (1958).

### En el cine
Entre sus títulos más conocidos se encuentran:
- María de 1938
- Dicen que soy mujeriego de 1949
- Al caer la tarde de 1949
- Lluvia roja de 1950
- Azahares para tu boda de 1950
- Pecado de 1950
- Reportaje de 1953
- El rapto de 1954
- El joven Juárez de 1954
- Magdalena de 1955
- Ensayo de un crimen de 1955
- La tercera palabra de 1956
- Cabaret trágico de 1958
- Bolero inmortal de 1958
- El joven del carrito de 1959
- Calibre 44 de 1960
- El globero en 1961, Las recién casadas en 1962
- Los bárbaros del norte en 1962
- Jugándose la vida, en 1963
- Diablos en el cielo en 1965
- Viento negro de 1965, entre muchas otras.[5]